# Apamea uniformata
Apamea uniformata är en fjärilsart som beskrevs av Gustav Weymer 1878. Apamea uniformata ingår i släktet Apamea och familjen nattflyn. Inga underarter finns listade i Catalogue of Life.